# Ре, Тьерри
Тьерри Ре (фр. Thierry Rey, 1 июня 1959 года, Вёрне, Бельгия) — французский дзюдоист, олимпийский чемпион 1980 года, чемпион мира, трехкратный чемпион Европы, шестикратный чемпион Франции. Обладатель 7-го дана дзюдо.

## Биография
Начал заниматься дзюдо в клубе городка Ланьи-сюр-Марн в департаменте Сена и Марна в девятилетнем возрасте.
В 1978 году победил на международном турнире в Париже, затем выиграл открытый кубок Венгрии, стал чемпионом Франции и в том же году занял третье место на турнире Polish Open в Варшаве и стал чемпионом Европы в командных соревнованиях. В 1979 году вновь стал победителем турнира Tournoi de Paris, был третьим на международном турнире в Тбилиси, вторым на командном чемпионате Европы, подтвердил своё звание сильнейшего во Франции и в конце года завоевал титул чемпиона мира. В 1980 году стал трёхкратным чемпионом Франции и остался с «бронзой» на чемпионате Европы. Перед Олимпийскими играми 1980 года был однозначным фаворитом в своей весовой категории, особенно в отсутствие борцов, пропускавших игры из-за бойкота, в частности, итальянца Феличе Мариани.
В категории до 60 килограммов боролись 29 дзюдоистов.
Борец, победивший во всех схватках группы выходил в полуфинал, где встречался с борцом из другой группы, вышедшим в полуфинал по результатам «утешительных» схваток. В «утешительных» схватках встречались те борцы, которые проиграли победителю группы: так, проигравший борец «Б» в первой схватке борцу «А», во второй схватке (при условии, что борец «А» свою вторую схватку выиграл) боролся с проигравшим борцу «А», и если выигрывал, то продолжал участвовать в турнире до тех пор, пока борец «А» не проигрывал, и если борец «А» выходил в полуфинал, то борец «Б» также выходил в полуфинал. Таким образом, исключалась возможность того, что в первых схватках выбывали сильные борцы.
Тьерри Ре достаточно уверенно провёл все встречи на пути к финалу. В финале он встречался с открытием турнира, кубинцем Хосе Родригесом, который в предшествующих схватках активно атакуя одержал только чистые победы, затратив на все встречи 5 минут 13 секунд. В финальной схватке Тьерри Ре сумел сковать атакующий стиль Родригеса и в дополнительное время одержал победу, проведя косото-гари (подсечку снаружи под пятку) на низшую оценку кока
| Круг  | Соперник            | Страна                                    | Итог   | С оценкой | Продолжительность |
| ----- | ------------------- | ----------------------------------------- | ------ | --------- | ----------------- |
| 1/16  | Рейно Фадерлунд     | Финляндия                                 | Победа | юко       | 5:00              |
| 1/8   | Жуан Паулу Мендонса | Португалия                                | Победа | иппон     | 4:21              |
| 1/4   | Павел Петриков      | Чехословакия                              | Победа | юко       | 5:00              |
| 1/2   | Арамбий Емиж        | Союз Советских Социалистических Республик | Победа | юко       | 5:00              |
| Финал | Хосе Родригес       | Куба                                      | Победа | кока      | 7:00              |

В том же году, перейдя в более тяжёлую категорию, занял третье место на международном турнире в Сан-Хосе. В 1981 году был третьим на международном турнире в Тбилиси, стал четырёхкратным чемпионом Франции, завоевал «серебро» чемпионата Европы, на чемпионате мира был лишь пятым, и третьим на Кубке Дзигоро Кано. В 1982 году был вторым на турнире в Париже, первым на турнире в Ловече, первым на чемпионате Франции, вновь завоевал «серебро» чемпионата Европы в личном первенстве и стал чемпионом Европы в команде. В 1983 году стал шестикратным чемпионом Франции, впервые завоевал золотую медаль на чемпионате Европы в личном первенстве, победил на Средиземноморских играх. В 1984 году стал бронзовым призёром чемпионата Франции и турнира в Бухаресте, затем оставил карьеру, став спортивным функционером.
В течение нескольких лет был президентом федерации дзюдо Парижа. С 2007 года стал президентом секции дзюдо команды Lagardère Paris Racing, с 2008 года являлся директором по развитию спорта высокого уровня в той же команде. При этом он оставался членом Федерации дзюдо Франции. В январе 2012 года стал советником по спорту президента Франции Франсуа Олланда.
Кроме того, получил некоторую известность как актёр, сыграв в четырёх фильмах: «Интимные враги» (1987), «Здравствуй, тревога» (1988), «Мечтать не вредно» (1990) и «Лулу Граффити» (1991). Также был телеведущим, с сентября 2008 года по июнь 2009 года обозревателем канала Европа 1, с сентября 2009 года он стал одним из гостей шоу Martial Fernandez depuis.
Женат на Клод Ширак (род. 1962), дочери бывшего президента Франции Жака Ширака, от брака имеет сына Мартена Ре-Ширака (фр. Martin Rey-Chirac; род. 22 марта 1996 года).